# Friedrich Tamms

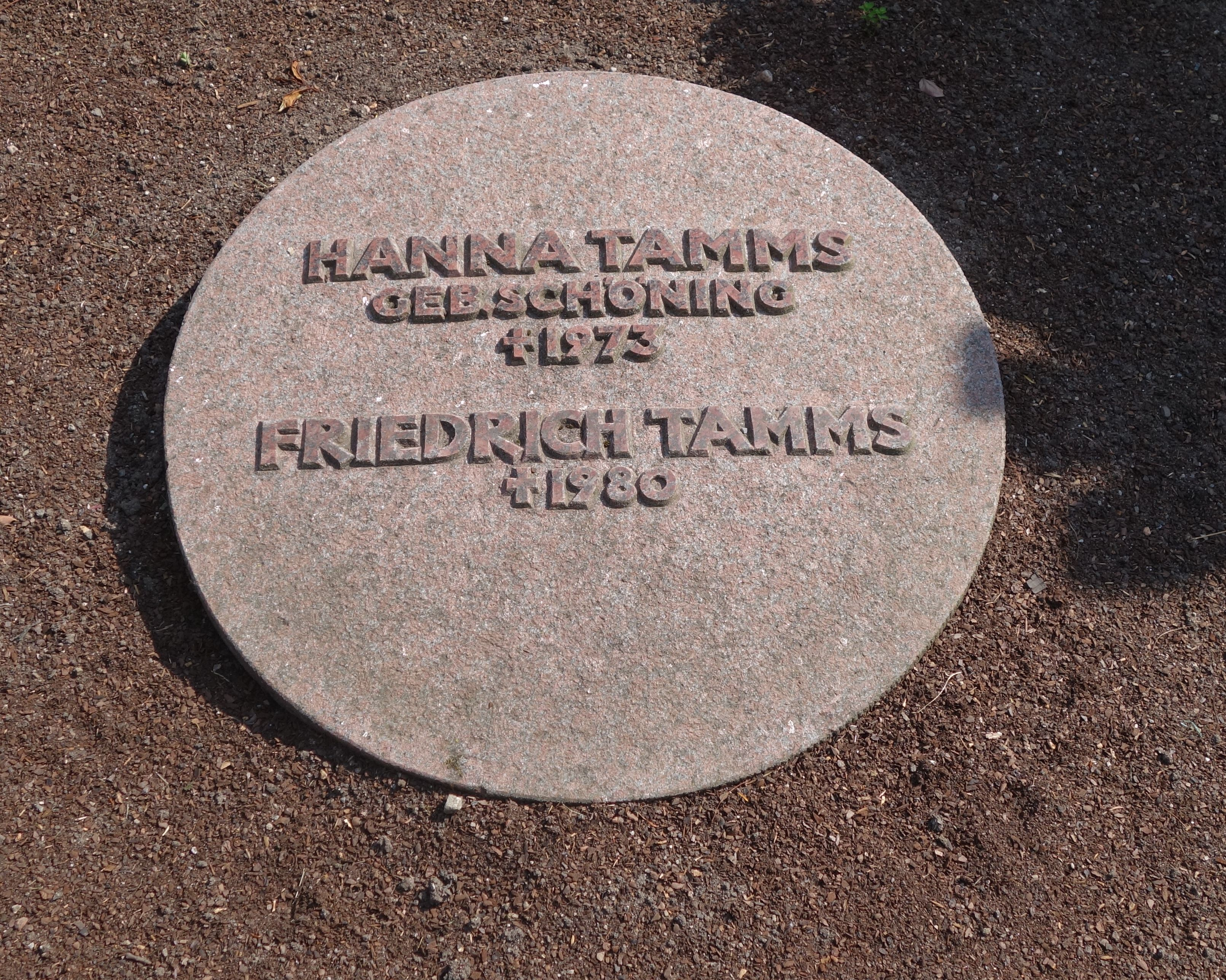
Grabplatte Hanna und Friedrich Tamms auf dem Düsseldorfer Nordfriedhof

Friedrich Tamms (* 4. November 1904 in Schwerin; † 4. Juli 1980 in Düsseldorf) war ein deutscher Architekt. Er war Professor an der Technischen Hochschule Berlin und später Baudezernent in Düsseldorf.

## Leben

### Ausbildung
Nach seinem Abitur am Schweriner Realgymnasium zu Ostern 1924 studierte Tamms seit dem Wintersemester 1924 an der Technischen Hochschule München. Er wechselte 1926 mit Albert Speer und Rudolf Wolters an die Technische Hochschule Berlin. Dort studierte er sowohl bei Heinrich Tessenow als auch bei Hans Poelzig. Nach seinem Architektur-Diplom war er von 1929 bis 1934 Mitarbeiter im Brückenbauamt Berlin und von 1935 bis 1939 beratender Architekt beim Reichsautobahnbau und der Ausstattung mit Tankstellen. Auf der zweiten deutschen Architekturausstellung im Münchner Haus der Deutschen Kunst war er 1938/1939 mit Entwürfen zu einer Tankstelle in Breslau und der Nibelungenbrücke in Linz vertreten. 1938 bis 1941 wurde nach seinem Entwurf die Linzer Nibelungenbrücke errichtet.

### Karriere

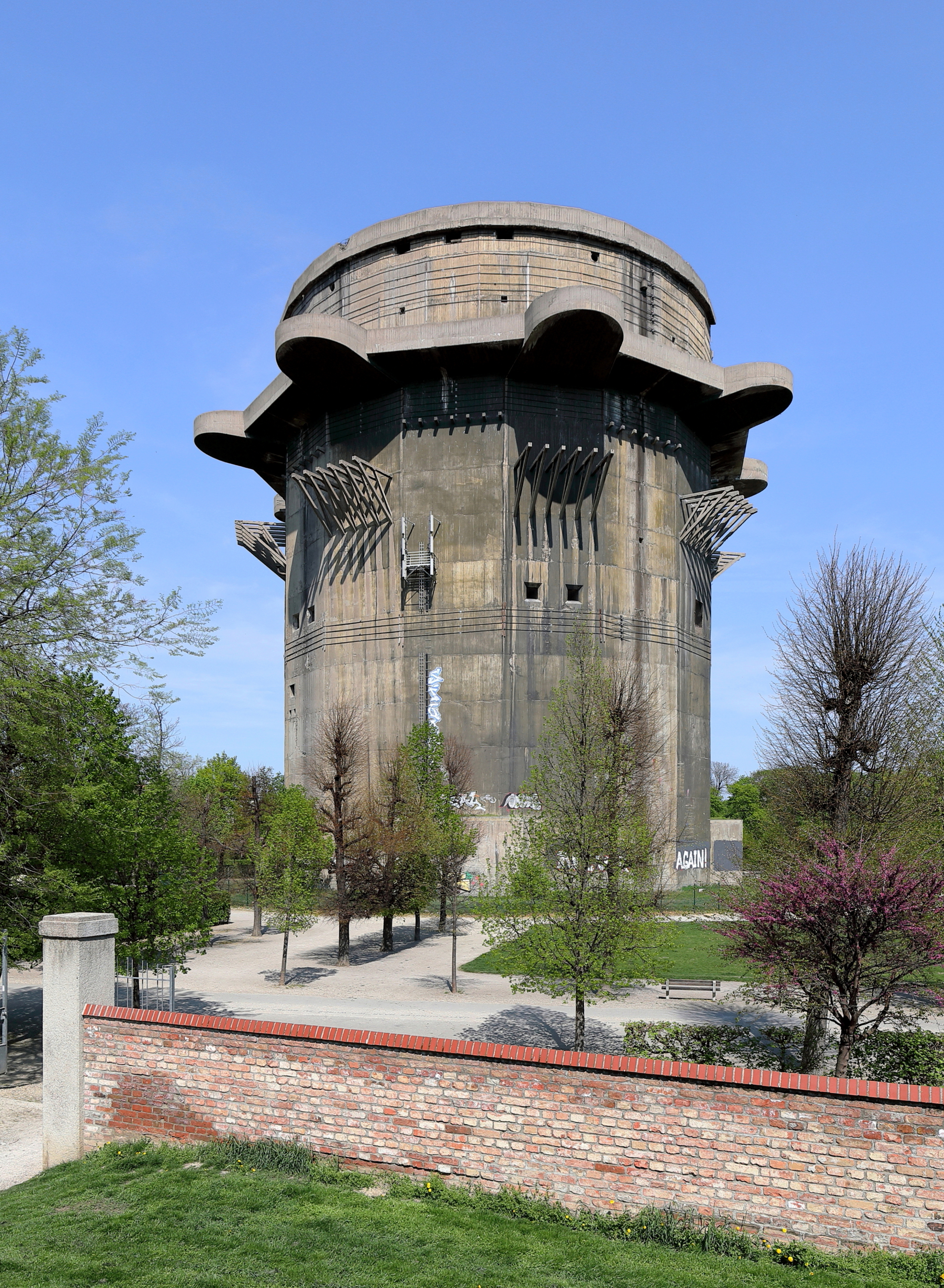
Flakturm (Geschützturm) im Augarten in Wien

Von 1938 bis 1945 arbeitete Tamms in Albert Speers Behörde Generalbauinspektor für die Reichshauptstadt, zugleich war er von 1942 bis 1945 Professor für Entwurf und Planung an der TH Berlin. Hitler persönlich ernannte Tamms zum Hochschulprofessor. Als Mitarbeiter der Organisation Todt realisierte Tamms für die Führerstädte Berlin, Hamburg und Wien insgesamt acht Flakturm-Paare bestückt mit Flugabwehrkanonen (Flak), deren mittelalterliche Burganmutung Wehrhaftigkeit suggerieren sollte. Weiterhin war Tamms im Arbeitsstab für den Wiederaufbau bombenzerstörter Städte für Aachen und Lübeck zuständig. In der Endphase des Zweiten Weltkriegs nahm ihn Adolf Hitler im August 1944 in die Gottbegnadeten-Liste der wichtigsten Architekten auf, was ihn von einem Kriegseinsatz, auch an der Heimatfront, befreite.
Nach dem Krieg verschlug es ihn erst nach Gartow im Landkreis Lüchow-Dannenberg, wo er erfolglos versuchte, die Professur in Berlin weiterzuführen. Eine von Paul Bonatz initiierte Berufung zum Stadtbaurat von Ankara, Türkei, scheiterte wegen Versagung einer Ausreisegenehmigung.
Von 1948 bis 1954 war Tamms Leiter des Stadtplanungsamtes Düsseldorf, wo seine Personalpolitik, die ehemals hochgestellte Freunde von ihm wie Helmut Hentrich, Konstanty Gutschow oder Rudolf Wolters begünstigte, den Düsseldorfer Architektenstreit verursachte. Der von Bernhard Pfau gegründete Architektenring Düsseldorf warf Tamms Bevorzugung befreundeter Architekten vor, auch wenn Tamms kein Mitglied der NSDAP war. Der Streit eskalierte, als Julius Schulte-Frohlinde, ehemaliger Architekt der Deutschen Arbeitsfront (DAF), auf Betreiben von Tamms 1952 zum Leiter des Düsseldorfer Hochbauamtes berufen wurde und das neue Rathaus in sehr traditioneller Anmutung entwarf.

### Schaffen
Ab 1954 war Tamms als städtischer Beigeordneter zuständig für Stadt- und Landesplanung, seit 1960 war er Dezernent für das Bauwesen der Stadt. Er verstand den städtischen Raum als Stadtlandschaft und propagierte die autogerechte Stadt. Mit dieser Auffassung setzte er durch, dass die Berliner Allee mit der Fortsetzung Tausendfüßler und Kennedydamm als Nord-Süd-Achse durch die kriegszerstörte Stadt gebaut wurde. Außerdem entwarf und realisierte er die Düsseldorfer Brückenfamilie, drei einander ähnliche Schrägseilbrücken, die in Düsseldorf beide Rheinseiten verbinden. Ab 1956 plante er ferner die Trabantenstadt Garath. Weiterhin stammen von Tamms die Kongresshalle und der Umbau des Rheinstadions in Düsseldorf für die Fußball-Weltmeisterschaft 1974. 1970 wurde er mit dem Großen Bundesverdienstkreuz ausgezeichnet. 1974 erschien – herausgegeben von der Deutschen Akademie für Städtebau und Landesplanung, versehen mit einem Vorwort von Rudolf Hillebrecht und einem Nachwort von Wilhelm Wortmann – das Buch Von Menschen, Städten und Brücken, das eine Sammlung von Texten Tamms’ aus der Zeit zwischen 1930 und 1974 enthielt.

## Auszeichnungen
- 1972: Ehrendoktorat der Technischen Universität Wien[5]
- 1975: Korrespondierendes Mitglied der Braunschweigischen Wissenschaftlichen Gesellschaft